# Tomblaine
Tomblaine ist eine französische Gemeinde mit 9040 Einwohnern (Stand 1. Januar 2022) im Département Meurthe-et-Moselle in der Region Grand Est (bis 2015 Lothringen). Sie gehört zum Arrondissement Nancy und zum Kanton Saint-Max.

## Geografie
Tomblaine ist von Nancy durch die Meurthe getrennt.

## Geschichte

### Ursprung des Namens Tomblaine
Es gibt verschiedene Theorien zum Ursprung des Namens Tomblaine:
- Die Römer sollen an dieser Stelle die Alanen vernichtend geschlagen haben, daher der römische Name Tumulus Alanorum (Grab der Alanen), französisch Tombeau des Alains, woraus schließlich Tomblaine entstand.
- Der Name soll sich aus den gallischen Wörtern Tom (Damm, Schlamm) und Blaen oder Blen (hochgelegener Ort) entwickelt haben, also ein hochgelegener Ort an einem Sumpf.

### Bevölkerungsentwicklung

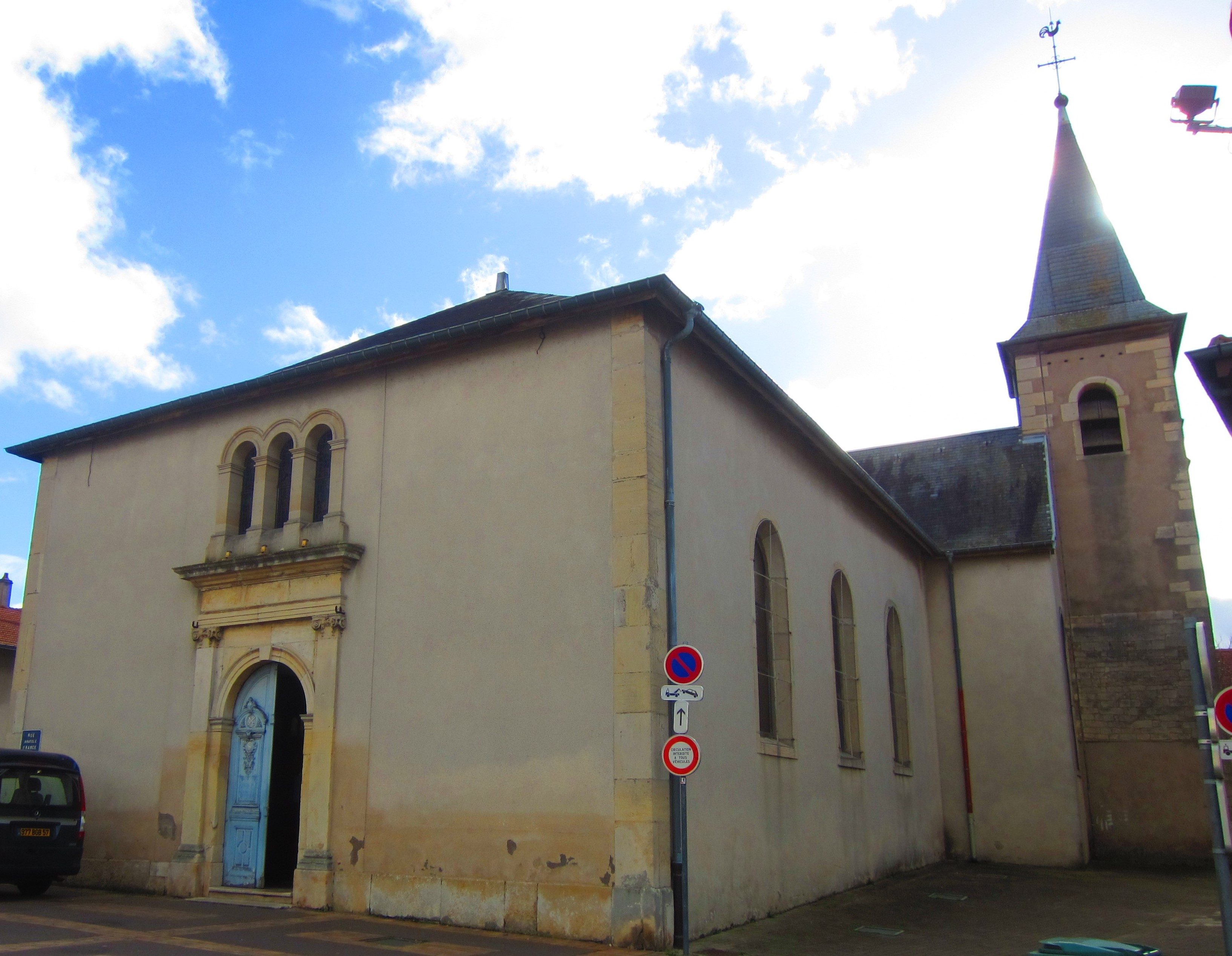
Kirche Saint-Pierre

| Jahr      | 1962 | 1968 | 1975 | 1982 | 1990 | 1999 | 2007 | 2019 |
| Einwohner | 5247 | 6617 | 8285 | 7828 | 7956 | 7853 | 7656 | 8856 |

## Partnerschaft
Seit 1987 pflegt die Gemeinde Tomblaine eine Partnerschaft zur deutschen Gemeinde Hasbergen.

## Persönlichkeiten
- Dany Snobeck (* 1946), Autorennfahrer